# Nivenia dispar
Nivenia dispar är en irisväxtart som beskrevs av Nicholas Edward Brown. Nivenia dispar ingår i släktet Nivenia och familjen irisväxter. Inga underarter finns listade i Catalogue of Life.